# Etienne Stawiarski
Etienne Gaudenty Stawiarski (Częstochowa, 27 de janeiro de 1856 — Paraná, 1945) foi um engenheiro polonês radicado no Brasil.

## Vida
Foi engenheiro agrimensor formado em Paris. Instalou-se na Colônia Grão Pará, em 16 de junho de 1884. Casou com Úrsula Bussolo, filha de Pio Bussolo. No recenseamento de 1896 consta ter Etienne 39 anos de idade, com as filhas Ursula (25 anos) e Thereza (30 dias).
"Era um sábio vivendo em meio à floresta. Gastava fortunas adquirindo os últimos lançamentos científicos da Academia de Ciências da França. Interessava-se por astronomia, física, química, matemática e psicologia. Entre seus documentos  há um longo manuscrito sobre assuntos de matemática, talvez com teorias próprias. Sua biblioteca, de mais de 600 volumes ricamente encadernados, dá a medida do saber deste sábio perdido no fundo da selva, medindo terrenos or pirambeiras e grotões. Essa biblioteca foi doada pelos netos ao Museu Conde d'Eu, onde pode ser consultada. Quanta pestana terá queimado à luz do candieiro, debruçado sobre as últimas teorias dos sábios da época!"
Em anotação de 1901 registra, dirigindo-se a Antunes Braga: "Fico-lhe muito grato por tantos incômodos que V. Exa. passou por minha causa. Me desculpe, porém considerando que neste sertão, a vida para qualquer homem civilizado seria insuportável sem alguma distração intelectual. Não tomará por mal se ainda procuro aproveitar-me de sua bondade, pedindo outra encomenda de livros conforme a lista que ajunto..."
Também ajudou os colonos em problemas de saúde, servindo como farmacêutico prático. João Leonir Dall'Alba registra: "Drogas encomendadas pelo Stawiarski:
- À farmácia Rodrigues de Laguna: Ácido cítrico, subcarbonato, magnésio, estracto etéreo de feto macho, em pó (para solitária), goma-guta, colomelanos, éter sulfúrico, iodureto, bromureto, ventosas, sifão de lavagem do estômago, escarificador, supositórios de cacau, cafeína pura, emulsão de scott, pincel curvo para garganta, beladona, cânfora, láudano, essências.
- À farmácia Bragança, Cid e Cia, RJ (Rio de Janeiro): Maçarico de latão, forno de barro refratário, forno para tubos, fogareiro, retortas, pinças, balão de vidro, cadinhos, balança.
- À farmácia e drogaria de Raulino Horn e Oliveira, FL (Florianópolis): ácido, éter, essências, alóes, ártaro,pedra hume, ópio em pó, silicatos, nitratos, bicarbonatos, óleo de rícino (tomar com cerveja preta), cocaína".[6]

## Carreira
Foi diretor da Colônia Imperial Grão Pará, de 1895 a 1942, quando a mesma foi extinta.